# Saison 1 de Good Doctor
Chronologie
Saison 2
Cet article présente le guide des épisodes de la première saison de la série télévisée américaine Good Doctor basée sur la série sud-coréenne du même nom, et diffusée depuis le 25 septembre 2017 sur le réseau ABC et en simultané sur le réseau CTV au Canada.

## Généralités
- Aux États-Unis, cette première saison a été diffusée du 25 septembre 2017 au 26 mars 2018 sur le réseau ABC.
- Au Canada, la saison a été diffusée en simultané sur le réseau CTV.

## Distribution

### Acteurs principaux
- Freddie Highmore (VF : Antoine Schoumsky) : Dr Shaun Murphy
- Antonia Thomas (VF : Aurélie Konaté) : Dr Claire Browne
- Nicholas Gonzalez (VF : Stéphane Fourreau) : Dr Neil Melendez
- Chuku Modu (VF : Pascal Nowak) : Dr Jared Kalu
- Beau Garrett (VF : Stéphanie Lafforgue) : Jessica Preston
- Hill Harper (VF : Daniel Njo Lobé) : Dr Marcus Andrews
- Richard Schiff (VF : Gabriel Le Doze) : Dr Aaron Glassman
- Tamlyn Tomita (VF : Yumi Fujimori) : Allegra Aoki

### Acteurs récurrents et invités
- Teryl Rothery (VF : Juliette Mailhé) : Jan « JL » Lancaster (10 épisodes)
- Christina Chang (VF : Danièle Douet) : Dr Audrey Lim (épisodes 6 à 8, 13 à 15 et 18)
- Graham Verchere (en) (VF : Victor Quilichini) : Shaun Murphy, jeune (épisodes 1 à 5)
- Dylan Kingwell (VF : Kylian Trouillard) : Steve Murphy, frère de Shaun en flashback (épisodes 1 et 2, 4 et 5)
- Paige Spara (VF : Adeline Moreau) : Lea Dilallo, la voisine de Shaun (épisodes 2 et 3, 8 et 9, 11 et 12)
- Jasika Nicole (VF : Amelia Ewu) : Dr Carly Lever (épisodes 2, 3 et 9)
- Adil Zaidi : Nurse Jag Dhanoa (épisodes 6 à 8 et 14)
- Marsha Thomason (VF : Armelle Gallaud) : Dr Isabel Barnes, la femme de Marcus[1] (épisodes 9, 14 et 16)
- Eric Winter : Dr Matt Coyle[2] (épisodes 10 et 11)
- Chris D'Elia (en) (VF : Benjamin Pascal) : Kenny, nouveau voisin de Shaun (épisodes 13 et 14, 16 et 17)
- Fiona Gubelmann (VF : Aurore Bonjour) : Dr Morgan Reznick[3] (épisodes 14 à 18)
- Will Yun Lee (VF : Olivier Chauvel) : Dr Alex Park[4] (épisodes 15 à 18)
- Graham Patrick Martin : Blake[5] (épisode 18)
- Michael Muhney : M. Gallico (épisode 5)
- Necar Zadegan : Dr Ko (épisodes 11 et 12)

## Épisodes

### Épisode 1:Éclat de verre
- États-Unis /  Canada : 25 septembre 2017 sur ABC[6] / CTV
- Suisse : 19 août 2018 sur RTS Un[7]
- Belgique : 23 août 2018 sur La Une
- France : 28 août 2018 sur TF1[8]

- États-Unis : 11,22 millions de téléspectateurs[9] (première diffusion)
- Canada : 2,606 millions de téléspectateurs[10] (première diffusion + différé 7 jours)
- France : 7,95 millions de téléspectateurs[11] (première diffusion + différé 7 jours)
- Belgique : 390 328 téléspectateurs
- Québec : 844 000 téléspectateurs

### Épisode 2:Sale boulot
- États-Unis /  Canada : 2 octobre 2017 sur ABC / CTV
- Suisse : 19 août 2018 sur RTS Un
- Belgique : 23 août 2018 sur La Une
- France : 28 août 2018 sur TF1

- États-Unis : 10,93 millions de téléspectateurs[12] (première diffusion)
- Canada : 2,651 millions de téléspectateurs[13] (première diffusion + différé 7 jours)
- France : 7,91 millions de téléspectateurs[11] (première diffusion + différé 7 jours)
- Belgique : 390 328 téléspectateurs
- Québec : 857 000 téléspectateurs

### Épisode 3:Contre la montre
- États-Unis /  Canada : 9 octobre 2017 sur ABC / CTV
- Suisse : 26 août 2018 sur RTS Un
- Belgique : 30 août 2018 sur La Une
- France : 4 septembre 2018 sur TF1

- États-Unis : 10,69 millions de téléspectateurs[14] (première diffusion)
- Canada : 2,683 millions de téléspectateurs[15] (première diffusion + différé 7 jours)
- France : 6,24 millions de téléspectateurs[16] (première diffusion)
- Belgique : 357 007 téléspectateurs
- Québec : 1,185 million de téléspectateurs

Shaun fait la connaissance de Léa, sa voisine de palier, qui vient lui emprunter des piles pour la manette de sa console de jeu. 

### Épisode 4:Court-circuit
- États-Unis /  Canada : 16 octobre 2017 sur ABC / CTV
- Suisse : 26 août 2018 sur RTS Un
- Belgique : 30 août 2018 sur La Une
- France : 4 septembre 2018 sur TF1

- États-Unis : 10,60 millions de téléspectateurs[17] (première diffusion)
- Canada : 2,704 millions de téléspectateurs[18] (première diffusion + différé 7 jours)
- France : 5,63 millions de téléspectateurs[16] (première diffusion)
- Belgique : 357 007 téléspectateurs
- Québec : 901 000 téléspectateurs

### Épisode 5:Ne tirez pas sur l'oiseau moqueur
- États-Unis /  Canada : 23 octobre 2017 sur ABC / CTV
- Suisse : 2 septembre 2018 sur RTS Un
- Belgique : 6 septembre 2018 sur La Une
- France : 11 septembre 2018 sur TF1

- États-Unis : 10,39 millions de téléspectateurs[19] (première diffusion)
- Canada : 2,747 millions de téléspectateurs[20] (première diffusion + différé 7 jours)
- France : 6,42 millions de téléspectateurs[21] (première diffusion)
- Belgique : 429 174 téléspectateurs
- Québec : 1,014 million de téléspectateurs

### Épisode 6:Initiatives
- États-Unis /  Canada : 30 octobre 2017 sur ABC / CTV
- Suisse : 2 septembre 2018 sur RTS Un
- Belgique : 6 septembre 2018 sur La Une
- France : 11 septembre 2018 sur TF1

- États-Unis : 10,60 millions de téléspectateurs[22] (première diffusion)
- Canada : 2,601 millions de téléspectateurs[23] (première diffusion + différé 7 jours)
- France : 5,81 millions de téléspectateurs[21] (première diffusion)
- Belgique : 429 174 téléspectateurs
- Québec : 970 000 téléspectateurs

### Épisode 7:Pas à pas
- États-Unis /  Canada : 13 novembre 2017 sur ABC / CTV
- Suisse : 9 septembre 2018 sur RTS Un
- Belgique : 13 septembre 2018 sur La Une
- France : 18 septembre 2018 sur TF1

- États-Unis : 10,50 millions de téléspectateurs[24] (première diffusion)
- Canada : 2,864 millions de téléspectateurs[25] (première diffusion + différé 7 jours)
- France : 6,43 millions de téléspectateurs[26] (première diffusion)
- Belgique : 334 508 téléspectateurs
- Québec : 943 000 téléspectateurs

### Épisode 8:Pomme de discorde
- États-Unis /  Canada : 20 novembre 2017 sur ABC / CTV
- Suisse : 9 septembre 2018 sur RTS Un
- Belgique : 13 septembre 2018 sur La Une
- France : 18 septembre 2018 sur TF1

- États-Unis : 9,97 millions de téléspectateurs[27] (première diffusion)
- Canada : 3,044 millions de téléspectateurs[28] (première diffusion + différé 7 jours)
- France : 6,01 millions de téléspectateurs[26] (première diffusion)
- Belgique : 334 508 téléspectateurs
- Québec : 984 000 téléspectateurs

### Épisode 9:Au millimètre près
- États-Unis /  Canada : 27 novembre 2017 sur ABC / CTV
- Suisse : 16 septembre 2018 sur RTS Un
- Belgique : 20 septembre 2018 sur La Une
- France : 25 septembre 2018 sur TF1

- États-Unis : 9,25 millions de téléspectateurs[29] (première diffusion)
- Canada : 2,926 millions de téléspectateurs[30] (première diffusion + différé 7 jours)
- France : 6,50 millions de téléspectateurs[31] (première diffusion)
- Belgique : 399 494 téléspectateurs
- Québec : 943 000 téléspectateurs

### Épisode 10:Prise de décision
- États-Unis /  Canada : 4 décembre 2017 sur ABC / CTV
- Suisse : 16 septembre 2018 sur RTS Un
- Belgique : 20 septembre 2018 sur La Une
- France : 25 septembre 2018 sur TF1

- États-Unis : 9,03 millions de téléspectateurs[32] (première diffusion)
- Canada : 2,739 millions de téléspectateurs[33] (première diffusion + différé 7 jours)
- France : 5,57 millions de téléspectateurs[31] (première diffusion)
- Belgique : 399 494 téléspectateurs

### Épisode 11:Road Trip
- États-Unis /  Canada : 8 janvier 2018 sur ABC / CTV
- Suisse : 23 septembre 2018 sur RTS Un
- Belgique : 27 septembre 2018 sur La Une
- France : 2 octobre 2018 sur TF1

- États-Unis : 8,30 millions de téléspectateurs[34] (première diffusion)
- Canada : 2,926 millions de téléspectateurs[35] (première diffusion + différé 7 jours)
- France : 6,56 millions de téléspectateurs[36] (première diffusion)
- Belgique : 415 626 téléspectateurs

### Épisode 12:Voler de ses propres ailes
- États-Unis /  Canada : 15 janvier 2018 sur ABC / CTV
- Suisse : 23 septembre 2018 sur RTS Un
- Belgique : 27 septembre 2018 sur La Une
- France : 2 octobre 2018 sur TF1

- États-Unis : 9,33 millions de téléspectateurs[37] (première diffusion)
- Canada : 2,887 millions de téléspectateurs[38] (première diffusion + différé 7 jours)
- France : 5,72 millions de téléspectateurs[36] (première diffusion)
- Belgique : 415 626 téléspectateurs

### Épisode 13:Sept bonnes raisons
- États-Unis /  Canada : 22 janvier 2018 sur ABC / CTV
- Suisse : 30 septembre 2018 sur RTS Un
- Belgique : 4 octobre 2018 sur La Une
- France : 9 octobre 2018 sur TF1

- États-Unis : 9,61 millions de téléspectateurs[39] (première diffusion)
- Canada : 3,084 millions de téléspectateurs[40] (première diffusion + différé 7 jours)
- France : 6,27 millions de téléspectateurs[41] (première diffusion)
- Belgique : 343 201 téléspectateurs

Claire et le docteur Lim s’occupent d’un patient qui multiplie les anévrismes alors qu’il est sous traitement. Elles se rendent compte que les apparences sont trompeuses et que la femme du patient, à première vue aimante et dévouée, cache un lourd secret. 
Shaun et le reste de l’équipe traitent une femme qui souffre de brûlures au deuxième degré et dont l'histoire présente certaines incohérences. Shaun se base sur les faits et en conclut qu'il s'agit d'une terroriste.

### Épisode 14:Question de genre
- États-Unis /  Canada : 5 février 2018 sur ABC / CTV
- Suisse : 30 septembre 2018 sur RTS Un
- Belgique : 4 octobre 2018 sur La Une
- France : 9 octobre 2018 sur TF1

- États-Unis : 9,63 millions de téléspectateurs[42] (première diffusion)
- Canada : 2,824 millions de téléspectateurs[43] (première diffusion + différé 7 jours)
- France : 5,37 millions de téléspectateurs[41] (première diffusion)
- Belgique : 343 201 téléspectateurs

Kenny, le nouveau voisin de Shaun, vient chez lui sans y être invité. Il force l’ouverture de la porte-fenêtre pour se brancher sur son antenne télé, en attendant que le câble soit installé chez lui. 
Morgane Reznick, l’interne qui travaillait avec le docteur Coyle, qui a donc été transféré dans un autre service, se retrouve intégrée au groupe d’internes constitué par Jared, Claire et Shaun. Elle est prête à tout pour s’imposer et à assurer sa place dans le service à l’issue de son internat. 
Lim lance un défi à Melendez comme Glassman le faisait lorsqu’ils étaient eux-mêmes internes : chacun choisit deux internes et les deux équipes s’affrontent. Les titulaires peuvent ainsi évaluer les internes et les gagnants seront prioritaires pour assister sur les prochaines interventions. Lim choisit Shaun et Jared. 
Ils s’occupent de Quinn, une adolescente qui se plaint de maux de ventre. C’est sa grand-mère qui l’a amenée. Shaun est surpris d’apprendre que sa jeune patiente atteinte d'un cancer s’identifie comme une fille en étant biologiquement un garçon. Il doit rapidement apprendre à comprendre sa patiente... 

### Épisode 15:Bain de foule
- États-Unis /  Canada : 26 février 2018 sur ABC / CTV
- Suisse : 7 octobre 2018 sur RTS Un
- Belgique : 11 octobre 2018 sur La Une
- France : 16 octobre 2018 sur TF1

- États-Unis : 7,82 millions de téléspectateurs[44] (première diffusion)
- Canada : 2,788 millions de téléspectateurs[45] (première diffusion + différé 7 jours)
- France : 5,32 millions de téléspectateurs[46] (première diffusion)
- Belgique : 399 425 téléspectateurs

Le docteur Alex Park, le dernier interne du docteur Coyle, rejoint l’équipe de Melendez. Cet ancien flic ne voit pas d’un bon œil le transfert à l’hôpital d’un prisonnier inculpé pour meurtre, qui souhaite se racheter en faisant un don d’organe. Le donneur d'organes parfaitement adapté d'un jeune patient pose un dilemme moral pour les parents et le patient... 
Shaun et Morgan s’occupent d’une jeune fille confinée chez elle toute sa vie à cause d'une ectopie cardiaque et dont le cœur doit être replacé à l’intérieur de sa cage thoracique. 

### Épisode 16:Lève-toi et marche
- États-Unis /  Canada : 12 mars 2018 sur ABC / CTV
- Suisse : 7 octobre 2018 sur RTS Un
- Belgique : 11 octobre 2018 sur La Une
- France : 16 octobre 2018 sur TF1

- États-Unis : 9,88 millions de téléspectateurs[47] (première diffusion)
- Canada : 3,158 millions de téléspectateurs[48] (première diffusion + différé 7 jours)
- France : 4,61 millions de téléspectateurs[46] (première diffusion)
- Belgique : 399 425 téléspectateurs

Hunter, un des premiers patients de Melendez, paraplégique à la suite d'un accident de moto, le consulte pour une douleur aux cervicales. Les images révèlent une hernie discale. Mais lors de l’auscultation, il ressent une vive douleur dans les jambes, ce qui est surprenant dans son cas. Les images révèlent que la lésion des vertèbres s’est réparée spontanément et qu’une tumeur s’est développée à cet endroit, ce qui explique qu’il puisse ressentir la douleur. 
La mère de Claire arrive à l’hôpital. Elle déclare vouloir renouer des liens avec sa fille. Claire explique à Shaun et Park qu’elle ne tient pas à revoir une mère qui lui volait ses économies dès le lycée. 
Andrews prend en charge Emma, une patiente âgée de 50 ans, qui a subi de nombreuses opérations de chirurgie esthétique et dont un implant au niveau de la pommette est infecté. Il la convainc de le faire retirer, en promettant de le remplacer dans la foulée. Partiellement par intérêt, Morgan tente de convaincre Jared que sa carrière à Saint-Bonaventure est finie. Quoi qu’il fasse, il ne regagnera jamais la confiance et l’estime de Melendez et Andrews. Par conséquent, il devra poursuivre sa carrière ailleurs. Elle propose de l'aider à postuler à Denver. 

### Épisode 17:Le sourire aux lèvres
- États-Unis /  Canada : 19 mars 2018 sur ABC / CTV
- Suisse : 14 octobre 2018 sur RTS Un
- Belgique : 18 octobre 2018 sur La Une
- France : 23 octobre 2018 sur TF1

- États-Unis : 9,03 millions de téléspectateurs[49] (première diffusion)
- Canada : 3,168 millions de téléspectateurs[50] (première diffusion + différé 7 jours)
- France : 5,17 millions de téléspectateurs (première diffusion)
- Belgique : 355 286 téléspectateurs

Le docteur Andrews doit opérer une jeune fille atteinte du syndrome de Möbius, une pathologie qui l’empêche de sourire. Même si les risques sont minimes, Shaun ne comprend pas que l'on puisse mettre sa vie en danger pour un sourire. 

### Épisode 18:Assumer les conséquences
- États-Unis /  Canada : 26 mars 2018 sur ABC / CTV
- Suisse : 14 octobre 2018 sur RTS Un
- Belgique : 18 octobre 2018 sur La Une
- France : 30 octobre 2018 sur TF1

- États-Unis : 9,39 millions de téléspectateurs[51] (première diffusion)
- Canada : 3,068 millions de téléspectateurs[52] (première diffusion + différé 7 jours)
- France : 5,37 millions de téléspectateurs (première diffusion)
- Belgique : 355 286 téléspectateurs

Shaun demande au docteur Glassman s’ils peuvent redevenir amis. Glassman lui annonce qu’il souffre d'une tumeur inopérable au cerveau. Il ne lui reste qu'entre douze et dix-huit mois à vivre. Très perturbé par cette annonce, Shaun refuse le diagnostic et oblige Glassman à lui promettre de demander un deuxième avis. Hélas, celui-ci confirme le diagnostic. 

## Audiences aux États-Unis
| no d'épisode | Titre original      | Titre français                    | Chaîne | Date de diffusion originale | Audience (en milliers de téléspectateurs) | Pdm sur les 18-49 ans |
| ------------ | ------------------- | --------------------------------- | ------ | --------------------------- | ----------------------------------------- | --------------------- |
| 1            | Burnt Food          | Éclat de verre                    | ABC    | 25 septembre 2017           | 11.22                                     | 2.2                   |
| 2            | Mount Rushmore      | Sale boulot                       | ABC    | 2 octobre 2017              | 10.93                                     | 2.2                   |
| 3            | Oliver              | Contre la montre                  | ABC    | 9 octobre 2017              | 10.69                                     | 2.0                   |
| 4            | Pipes               | Court-circuit                     | ABC    | 16 octobre 2017             | 10.60                                     | 2                     |
| 5            | Point Three Percent | Ne tirez pas sur l'oiseau moqueur | ABC    | 23 octobre 2017             | 10.39                                     | 1.8                   |
| 6            | Not Fake            | Initiatives                       | ABC    | 30 octobre 2017             | 10.60                                     | 1.9                   |
| 7            | 22 Steps            | Pas à pas                         | ABC    | 13 novembre 2017            | 10.50                                     |                       |
| 8            | Apple               | Pomme de discorde                 | ABC    | 20 novembre 2017            | 9.97                                      | 1.8                   |
| 9            | Intangibles         | Au millimètre près                | ABC    | 27 novembre 2017            | 9.25                                      | 1.7                   |
| 10           | Sacrifice           | Prise de décision                 | ABC    | 4 décembre 2017             | 9.03                                      | 1.6                   |
| 11           | Islands, Part 1     | Road Trip                         | ABC    | 8 janvier 2018              | 8.30                                      | 1.6                   |
| 12           | Islands, Part 2     | Voler de ses propres ailes        | ABC    | 15 janvier 2018             | 9.33                                      | 1.7                   |
| 13           | Seven Reasons       | Sept bonnes raisons               | ABC    | 22 janvier 2018             | 9.61                                      | 1.7                   |
| 14           | She                 | Question de genre                 | ABC    | 5 février 2018              | 9.63                                      | 1.7                   |
| 15           | Heartfelt           | Bain de foule                     | ABC    | 26 février 2018             | 7.82                                      | 1.3                   |
| 16           | Pain                | Lève-toi et marche                | ABC    | 12 mars 2018                | 9.88                                      | 1.8                   |
| 17           | Smile               | Le sourire aux lèvres             | ABC    | 19 mars 2018                | 9.03                                      | 1.6                   |
| 18           | More                | Assumer                           | ABC    | 26 mars 2018                | 9.39                                      | 1.7                   |